# Distrito de Nicosia
El distrito de Nicosia (en griego: Επαρχία Λευκωσίας) es uno de los seis distritos en los que se encuentra dividida la República de Chipre. Su principal ciudad es la capital del país, Nicosia. La parte norte de este distrito es administrada por la República Turca del Norte de Chipre y se encuentra repartida entre el Distrito de Güzelyurt y el Distrito de Lefkoşa, ambos pertenecientes a los cinco distritos en los que se divide ese estado de reconocimiento internacional limitado.

## Administración
Desde 1983, la parte más pequeña del distrito, situada al norte y el enclave de Erenköy (antiguamente Kokkina), pertenecen a la República Turca del Norte de Chipre.

## Población
El distrito de Nicosia abarca unos 2.719 km² y alberga a una población de 350.035, según cifras arrojadas por el censo del año 2021. La densidad poblacional es de aproximadamente ciento veinte personas por kilómetro cuadrado.